# Pseudaphycus perdignus
Pseudaphycus perdignus är en stekelart som beskrevs av Compere och Zinna 1955. Pseudaphycus perdignus ingår i släktet Pseudaphycus och familjen sköldlussteklar.
Artens utbredningsområde är:
- Bermuda.
- Eritrea.

Inga underarter finns listade i Catalogue of Life.